# 1919年ドイツ国民議会選挙
1919年1月19日のドイツ国民議会選挙（独: Wahl zur Deutschen Nationalversammlung am 19. Januar 1919）は、1919年1月19日に行われたドイツの国民議会（Deutsche Nationalversammlung）の選挙である。ドイツ帝国時代の議会名称「Reichstag（国会/帝国議会）」から「Deutsche Nationalversammlung（ドイツ国民議会）」に変更されたが、次の1920年ドイツ国会選挙で元に戻った。

## 経緯
第一次世界大戦とドイツ革命を経て成立したヴァイマル共和国が初めて行った選挙。ドイツの選挙でははじめて比例代表制を採用、女性参政権を認めた。前回の1912年ドイツ帝国議会選挙と比べて選挙権年齢が25歳から20歳に引き下げられ、区割りも一新されて人口集中地に議席が多く配分されるようになった。
同じ大戦の敗戦国であるオーストリアと合意し、ドイツに住むオーストリア人はこの選挙で選挙権を得る代わりにオーストリアに住むドイツ人も1919年オーストリア国民議会選挙の選挙権を得た。
選挙の結果はヴァイマル共和政を擁護するヴァイマル連合（ドイツ社会民主党、中央党、ドイツ民主党）が76.2%の票を集めて大勝した。またドイツ共産党は選挙のボイコットを呼びかけたが、投票率は83.0%の高率のままで失敗した。
また、東部の軍は1月19日の投票に間に合わず、2月2日に投票した。ドイツ社会民主党が有効票13,388票のうち7,804票を得て、2議席増やした。

## 選挙結果
|                                                      |        |                 |
| 党名                                                 | 得票率 | 議席数 (前回比) |
| ドイツ社会民主党 (SPD)                               | 37.86% | 165             |
| 中央党 (Zentrum)                                     | 19.67% | 91              |
| ドイツ民主党 (DDP)                                   | 18.56% | 75              |
| ドイツ国家人民党 (DNVP)                              | 10.27% | 44              |
| ドイツ独立社会民主党 (USPD)                          | 7.62%  | 22              |
| ドイツ人民党 (DVP)                                   | 4.43%  | 19              |
| バイエルン小作農連盟 (BB)                            | 0.91%  | 4               |
| ドイツ＝ハノーファー党 (DHP)                         | 0.25%  | 1               |
| シュレースヴィヒ＝ホルシュタイン小作農民主党 (SHBLD) | 0.19%  | 1               |
| ブラウンシュヴァイク選挙人協会                       | 0.19%  | 1               |
| 諸派                                                 | 0.06%  | 0               |
| 合計                                                 | 100.0% | 421             |